# Thelypteris ptarmiciformis
Thelypteris ptarmiciformis är en kärrbräkenväxtart som först beskrevs av Carl Frederik Albert Christensen, Amp; Rosenst. och Eduard Rosenstock, och fick sitt nu gällande namn av C. Reed. Thelypteris ptarmiciformis ingår i släktet Thelypteris och familjen Thelypteridaceae. Inga underarter finns listade.